# 1875
| 1875                                     |
| ---------------------------------------- |
| Dødsfald - Fødsler                       |
| • Begivenheder • Musik • Politik • Sport |

| Gregoriansk kalender | 1875 MDCCCLXXV          |
| Ab urbe condita      | 2628                    |
| Armensk kalender     | 1324 ԹՎ ՌՅԻԴ            |
| Kinesiske kalender   | 4571 – 4572 甲戌 – 乙亥 |
| Etiopisk kalender    | 1867 – 1868             |
| Jødisk kalender      | 5635 – 5636             |
| Hindukalendere       |                         |
| - Vikram Samvat      | 1930 – 1931             |
| - Shaka Samvat       | 1797 – 1798             |
| - Kali Yuga          | 4976 – 4977             |
| Iransk kalender      | 1253 – 1254             |
| Islamisk kalender    | 1292 – 1293             |

Konge i Danmark: Christian 9. 1863-1906
Se også 1875 (tal)

## Begivenheder

### Udateret
- Whiskeydestilleriet Jack Daniel's grundlægges i Tennessee i USA

### Januar
- 1. januar - Kronemønten indføres i Danmark

### Februar
- 15. februar - skibet Dannebrog; den danske marines sidste linjeskib fra 1850 udtræder og anvendes som kaserneskib til 1894, for derefter at blive ophugget i 1897-98

### April
- 4. april - Smetanas symfoniske digt Moldau uropføres i Prag.
- 8. april - de tre fængslede danske socialistledere Louis Pio, Harald Brix og Paul Geleff benådes og løslades fra Statsfængslet i Vridsløselille efter næsten to års fængsel

### Maj
- 4. maj - de første kronesedler udstedes i værdierne 10, 50, 100 og 500 kroner
- 4. maj - Danmarks første socialistiske ledere, Pio, Brix og Geleff arresteres
- 15. maj - i Fremmedloven påbydes blandt andet udvisning af fremmede romaer
- 17. maj - det første Kentucky Derby afholdes ved Churchill Downs i Kentucky. Det vindes af Aristides

### Juni
- 25. juni - en kongelig anordning sikrer, at piger kan optages på Københavns Universitet

### Juli
- 9. juli - Herzegovinaopstanden mod det osmanniske styre bryder ud og varer indtil 1878

### Oktober
- 31. oktober - billedhuggeren Steins statue af Ludvig Holberg afsløres ved Det kongelige Teater i København

### November
- 20. november - Dyrenes Beskyttelse stiftes under navnet "Foreningen til Dyrenes Beskyttelse"
- 25. november - den engelske premierminister Benjamin Disraeli køber uden Parlamentets godkendelse 44% af aktierne i Suezkanalen. Pengene låner han af Londonbankieren Lionel Rotschild

## Født
- 14. januar – Albert Schweitzer, alsacisk organist, teolog og læge. Modtog Nobels Fredspris i 1952 (død 1965).
- 19. januar – Svend Aggerholm, dansk skuespiller (død 1940).
- 21. februar – Jeanne Calment, verdens ældste person nogensinde (død 1997).
- 7. marts – Maurice Ravel, fransk komponist (død 1937).
- 1. april – Edgar Wallace, engelsk forfatter og journalist (død 1932).
- 8. april – Albert I af Belgien, konge i Belgien 1909 til sin død i 1934.
- 6. juni – Thomas Mann, tysk forfatter. Modtog Nobelprisen i litteratur i 1929 (død 1955).
- 26. juli – Carl Gustav Jung, schweizisk læge, psykiater. Elev af Freud (død 1961).
- 1. september – Edgar Rice Burroughs, amerikansk forfatter. Skaber af Tarzan (død 1950).
- 4. december – Rainer Maria Rilke, østrigsk forfatter (død 1926).

## Dødsfald
- 6. februar – Birgitte Elisabeth Andersen, dansk skuespillerinde (født 1791).
- 4. august – H.C. Andersen, dansk digter og forfatter (født 1805).
- 11. oktober - Jean-Baptiste Carpeaux, fransk billedhugger (født 1827).